# Ayersacarus strandtmanni
Ayersacarus strandtmanni är en spindeldjursart som beskrevs av Hunter 1964. Ayersacarus strandtmanni ingår i släktet Ayersacarus och familjen Dermanyssidae. Inga underarter finns listade.